# Bezzia sinica
Bezzia sinica är en tvåvingeart som beskrevs av Hao och Yu 2003. Bezzia sinica ingår i släktet Bezzia och familjen svidknott. Inga underarter finns listade i Catalogue of Life.